# Lenguas tocarias
El tocario es un grupo de lenguas indoeuropeas que constituye la rama más desconocida de los idiomas del grupo indoeuropeo. Está formado por dos idiomas, el tocario A (turfanio, arsi o tocario oriental) y el tocario B (kucheano o tocario occidental). Estas lenguas se hablaron aproximadamente entre los siglos VI y VIII, hasta que se extinguieron al asimilarse sus hablantes con las tribus uigures. Las pruebas arqueogenéticas sugieren que las lenguas tocarias derivarían de las lenguas habladas algunos milenios antes por miembros de la Cultura de Afanásievo.
Ambas lenguas se hablaron en la cuenca del Tarim en Asia Central, en lo que en la actualidad es la provincia china de Xinjiang. El nombre viene de los tocarios (en griego: Τόχαροι, "tojaroi") de los historiadores griegos (Ptolomeo VI, 11, 6). Estos se identifican en ocasiones con los yuezhi y los kushana, y el término Tocaristán normalmente hace referencia a la Bactria del primer milenio. Un texto túrquico se refiere al lenguaje turfanio (tocario A) como twqry. Su interpretación es difícil, pero F. W. K. Müller la ha asociado con el nombre de los tokharoi de Bactria.

## Aspectos históricos, sociales y culturales

### Importancia cultural
La existencia de los idiomas tocarios y su alfabeto se desconocía completamente hasta que unos descubrimientos casuales a principios del siglo XX dieron algo de luz a los fragmentos de manuscritos en un, entonces, alfabeto desconocido que resultó que pertenecían a una rama desconocida de la familia indoeuropea.
El descubrimiento del tocario alteró algunas de las teorías sobre las relaciones entre las lenguas indoeuropeas y revitalizó los estudios lingüísticos. Las lenguas tocarias son una gran excepción geográfica en el patrón habitual de distribución de las ramas indoeuropeas, siendo la única que se expandió hacia el este desde el punto de origen teórico inicial de las lenguas indoeuropeas.
El tocario probablemente desapareció después del año 840, cuando los uigures fueron expulsados de Mongolia por los kirguises y se establecieron en la cuenca del Tarim. Esta teoría viene avalada por el descubrimiento de traducciones de textos tocarios al uigur. Durante el gobierno uigur, los dos pueblos se mezclaron para dar como resultado una considerable proporción de la población actual de Xinjiang.

## Descripción lingüística

### Fonología
Fonéticamente, el tocario es una lengua centum (pronunciado ['ken.tum]) de la familia indoeuropea, caracterizada por la unión de las consonantes palato-velares con las velares (*k, *g, *gh), lo que se suele asociar con los idiomas indoeuropeos hablados en la zona europea (lenguas itálicas (romance), lenguas celtas, lenguas germánicas, griego). En este sentido, parece que el tocario está aislado dentro de la zona de las lenguas del grupo "satem".
Los sistemas vocálicos de los dos dialectos son básicamente idénticos: ä, a, a, e, o, i, u. Si bien los alfabetos indican una distinción entre i y u breves y largas, eso "parece ser más una cuestión de capricho de escribas que una indicación de una distinción real de peso". Una reconstrucción del prototocario da prácticamente el mismo sistema, con la e tocaria que tiene su origen en el prototocario œ. Sin embargo, a pesar de sus similitudes en A y B, "es posible derivar el sistema vocálico de cada dialecto por un camino diferente desde el sistema prototocario, por lo que representa el hecho de que a pesar de un punto de partida común en indoeuropeo y un sistema común como producto final, las correspondencias no permiten suponer un desarrollo común después de la etapa de prototocario".
En ambos, A y B, las vocales en ciertos contextos pueden ser nasalizadas. Además, el B ha heredado dos diptongos del PIE, es decir, ai (<* oi, * ai) y au (<* ou, au *), que fueron posteriormente convertidas en una sola letra en ë y ö, respectivamente. Hay reliquias del antiguo sistema PIE, con cambios vocálicos internos en diferentes formas verbales. Había también tres tipos de diéresis en prototocario que afectaron a A y B.
En cuanto a las consonantes tocarias se refiere, dos hechos son dignos de mención. En primer lugar, las tres series de oclusivas PIE (sordas, sonoras y sonoras aspiradas) se han unido en una única serie de sordas: p, t, k. En segundo lugar, las consonantes palatales son frecuentes en el lenguaje. Como Werner Winter, una autoridad en tocario, explica, "el sistema consonántico relativamente simple de prototocario posteriormente se complicó de nuevo por la fonemización de la diferencia entre las variantes palatalizadas y no palatalizada de las consonantes, las variantes que originalmente eran predecibles en cuanto a los siguientes fonemas vocálicos". En ambos A y B, hay versiones no palatalizadas y palatalizada de s, n y l. Además, el B tiene una palatalizada p, k y m. Otras consonantes en ambos dialectos incluyen la c (que puede considerarse como una versión palatalizada de t), m, n, r, w, e y. El tocario A también tiene ts.
La colocación del acento en tocario es bastante complicada y no se entiende completamente, aunque se ha postulado que el acento en el prototocario estaba originalmente en la penúltima sílaba.

### Morfología y sintaxis
El tocario mantiene el sistema de género gramatical como el del protoindoeuropeo (PIE) clásico: masculino, femenino y neutro con sustantivos, pronombres y adjetivos (aunque el neutro está ausente en el caso de los adjetivos). A las categorías de número del protoindoeuropeo, que tiene: singular, plural y dual, según algunos estudiosos, agregó el  "paral" (utilizado para indicar un par de origen natural) y posiblemente plurativo (utilizado para indicar un sustantivo que pertenece a más de una persona). El siguiente ejemplo de tocario B ilustra la ocurrencia de la forma paral: okso 'buey' y oksaine pl. oksain: 'yuntas de bueyes'. Sin embargo, como resultado de volver a examinar los datos de los nominales y pronominales, Winter sostiene que "no hay necesidad de operar con un contraste de doble y 'paral' en tocario. Como no podemos considerar el "plurativo" una categoría flexiva establecida, por tanto, el sistema de número del tocario sigue siendo un representante muy conservador del sistema normal indoeuropeo. Los sustantivos se clasifican tanto como temáticos (que terminan en vocal) o atemáticos (que terminan en consonante) y debe haber un acuerdo con los modificadores.
El sistema de casos en tocario es bastante complejo. En ambos, A y B, hay tres casos primarios heredados de protoindoeuropeo: nominativo, genitivo y oblicuo (el último funcionando como acusativo). El dialecto B también tiene un caso vocativo. Para el caso oblicuo se usan sufijos para formar los casos secundarios. Este elaborado y fácilmente analizable sistema de casos secundarios (las terminaciones son uniformes para todos los géneros y números) tiene una fuerte función sintáctica en la lengua y, posiblemente, refleja la influencia de las lenguas turcas, que también hacen un gran uso de sufijos y que fueron trascendentales en la cultura de Asia Central durante el período en que se dataron los documentos tocarios.
Hay tres tiempos verbales básicos en A y B: presente, imperfecto y pretérito (pasado), con la adición de un pretérito intensivo en tocario B. La forma del pretérito parece provenir del pretérito perfecto del protoindoeuropeo. Los tiempos perifrásticos se forman mediante la adición de otros elementos, tales como participios. Los verbos tocarios preservan la distinción entre voz activa y medio-pasiva del PIE. En presente, el medio-pasivo termina en -r, aunque se piensa que es un fenómeno de la supervivencia de un rasgo arcaico, que una vez fue compartido por todo el grupo indoeuropeo, una característica que se mantuvo sólo en las ramas céltica, itálica y asiática. Hay cuatro modos: indicativo, subjuntivo-futuro, optativo, e imperativo. Los verbos tocarios se conjugan tanto en el singular como en el plural, y muy rara vez, el doble o dual.
El tocario (A o B) es una lengua SOV. Sin embargo, la naturaleza de los textos sobre los que basamos nuestro conocimiento actual de tocario presenta algunos problemas al tratar de reestructurar la sintaxis del lenguaje. Un problema es que, dado que gran parte del material se compone de traducciones del sánscrito, no sabemos cuando las características de este lenguaje se han inmiscuido en la traducción. Tal vez lo más potencialmente engañoso es el hecho de que gran parte de nuestro material está en forma métrica, lo que significa que antes de que podamos sacar conclusiones, por ejemplo, el orden de las palabras, tenemos que eliminar todas las distorsiones que se hayan introducido para que el texto se ajuste a los requisitos de la métrica.

### Léxico y semántica
Aunque el número de elementos léxicos en tocario que son reflejos claros del léxico del PIE original no es grande, hay algunos obvios. Sin embargo, las etimologías de un gran porcentaje del léxico son inciertas. Esto no es sorprendente si tenemos en cuenta la fecha tardía de los documentos existentes y el relativo aislamiento del tocario con otras lenguas indoeuropeas. Winter resume el problema de encontrar etimologías fiables para muchas palabras tocarias de la siguiente manera: "En primer lugar está un núcleo de buenas y generalmente aceptadas etimologías, constituyen material bien conocido a partir de un gran número de lenguas indoeuropeas. Aparte de este vocabulario básico, hay una gran variedad de material insuficientemente comprendido. En lo referente a las palabras préstamo, el léxico sí muestra la influencia de otras lenguas, principalmente los términos sánscritos e iraníes (sobre todo religiosos y técnicos: debe tenerse en cuenta que estos son en su mayoría préstamos atrasados, el resultado de la actividad misionera del budismo en el área), y en menor medida, algunos idiomas que no son indoeuropeos, incluyendo tibetanos, chinos y uigures.
Como se señaló anteriormente, la naturaleza de los documentos tocarios que tenemos actualmente disponible es una fuente de problemas en el área de la sintaxis. Esto también es cierto de los intentos de reconstruir el léxico tocario. Una de las dificultades principales es la de que los dominios semánticos son muy limitados. Los textos religiosos, filosóficos, didácticos sobre la naturaleza, no nos dan una buena muestra del vocabulario básico del idioma tocario. Lo que queda son esencialmente elementos del vocabulario que se produjeron en los escritos budistas de la época.

### Sistema de escritura
Existen documentos en tocario en forma de fragmentos de manuscritos, la mayoría del siglo VII y del siglo VIII (con algunas excepciones anteriores), escritos sobre hojas de palmera, tablas de madera y papel chino, preservados gracias al clima extremadamente seco de la cuenca del Tarim. Se han encontrado muestras del lenguaje en Cucha (Kuqa) y Karasahr, incluyendo muchas inscripciones murales.

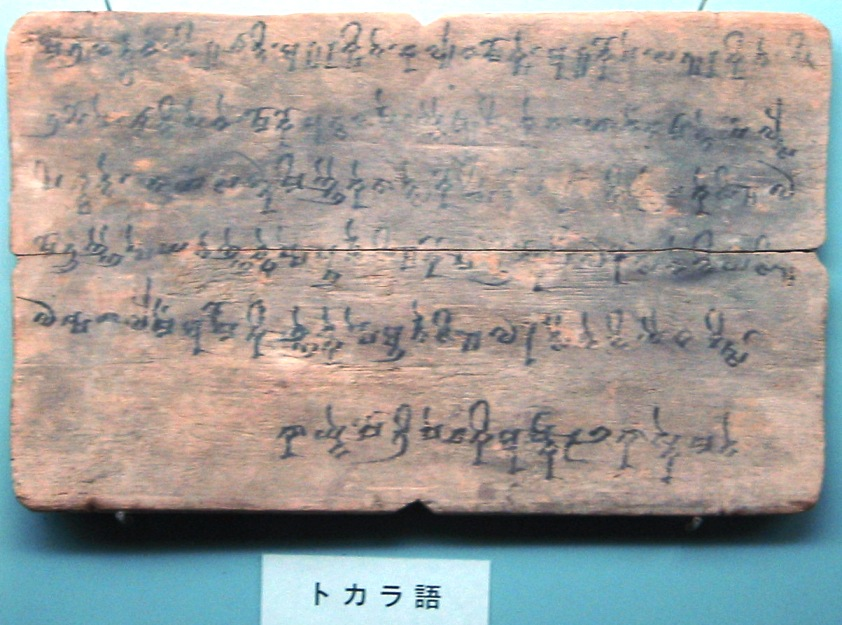
Tablilla de madera con inscripciones en tocario. Cucha, China, -. Museo nacional de Tokio.

Los tocarios A y B no eran mutuamente inteligibles. Propiamente hablando, basándose en la interpretación de twqry como relacionado con tokharoi, sólo al tocario A se le puede llamar tocario mientras que el tocario B debería ser llamado cucheano (su nombre nativo podría haber sido kuśiññe), pero puesto que sus gramáticas se suelen tratar juntas en los libros especializados, los términos A y B resultan de utilidad. La lengua común, prototocario, debió preceder en varios siglos a estas dos lenguas, probablemente en el primer milenio antes de Cristo.
El alfabeto que usaron los tocarios deriva del alfabeto silábico brahmi del norte de la India, denominado Brahmi inclinado. Pronto se descubrió que una gran proporción de los manuscritos eran traducciones de conocidas obras budistas en sánscrito, incluso algunas de ellas están en textos bilingües, lo que facilitó el descifrado del idioma. Además de textos religiosos budistas y maniqueos, también ha aparecido correspondencia entre monasterios así como textos sobre su contabilidad, documentos comerciales, permisos de caravanas, textos mágicos y medicinales e incluso un poema de amor. Muchos tocarios abrazaron la dualidad maniquea o el budismo.

### Comparación léxica
¹ = Cognado, con significado cambiado

² = Palabra en español no relacionada, con mismo significado